# Libération du Finnmark
Notes
Théâtre scandinave de la Seconde Guerre mondiale
La libération du Finnmark est une opération militaire s'étant déroulée du 23 octobre 1944 au 26 avril 1945, au cours de laquelle les forces soviétiques et norvégiennes ont chassé les forces allemandes du comté de Finnmark, le comté le plus au nord de la Norvège. La campagne débute par une offensive soviétique libérant Kirkenes.

## Contexte
Après l'occupation de la Norvège, le gouvernement norvégien en exil établit une mission militaire à Moscou sous la direction du colonel Arne Dagfin Dahl (en). Anticipant la fin de la Seconde Guerre mondiale, les États-Unis, le Royaume-Uni et l'Union soviétique signent un accord avec les Norvégiens le 17 mars 1944 concernant l'administration du territoire norvégien en cas d'occupation par l'une des trois autres parties. L'accord stipulait que les autorités militaires auraient le contrôle ultime sur l'administration civile tant que le conflit persisterait.

Le comté du Finnmark, en rouge.

Après l'armistice de Moscou entre l'Union soviétique et la Finlande le 4 septembre 1944, la région de Petsamo, encore largement occupée par les Allemands, est cédée à l'Union soviétique, et le gouvernement finlandais accepte de retirer les forces allemandes restantes de leur propre territoire d'ici le 15 septembre (épisode conduisant à la guerre de Laponie). Au cours de la retraite de la 20e armée de montagne allemande, appelée opération Birke, la décision est prise par l'Oberkommando der Wehrmacht de se retirer complètement du nord de la Norvège et de la Finlande dans le cadre de l'opération Nordlicht. Alors que les Allemands se préparent à cette opération, les Soviétiques décident de prendre l'initiative offensive sur le front de Carélie.
La Stavka décide de se déplacer contre les forces allemandes dans l'Arctique à la fin de 1944. L'opération devait être entreprise conjointement par le front de Carélie sous le commandement du général Kirill Meretskov et la flotte du Nord sous l'amiral Arseni Golovko. Les principales opérations devaient être menées par la 14e armée, dirigée par le lieutenant-général Vladimir Shcherbakov, qui opérait dans l'Arctique depuis le début de la guerre. Le fer de lance de l'offensive serait la 10e division de la Garde, dirigée par le général de division Khudalov.
Les forces aériennes soviétiques attaquent les positions allemandes au Finnmark depuis le mois de février. Hammerfest est attaqué pour la première fois le 14 février 1944. Le 23 août, ils bombardent la ville de Vadsø qui abritait environ 2 000 soldats allemands. Hammerfest est bombardé une deuxième fois le 29 août. Fortement endommagé, le reste des colonies sera presque entièrement détruit lors du retrait allemand dans les mois suivants.
Les préparatifs soviétiques, qui durent depuis deux mois, ne sont pas passés inaperçus des Allemands. Le général Lothar Rendulic, chef de la 20e armée de montagne et commandant général du théâtre, est conscient de la menace posée par l'offensive à venir. Avant le début de l'attaque soviétique, les Allemands en défense ont reçu l'ordre d'abandonner Petsamo le 15 octobre et Kirkenes au début de novembre. Pour bloquer les Soviétiques, les Allemands adoptent une politique de la terre brûlée et commencent à saboter les infrastructures locales et à détruire les villages à proximité. Des milliers de civils du Finnmark et du nord de Troms sont évacués de force vers le sud de la Norvège. Entre 43 000 et 45 000 civils norvégiens sont expulsés du Finnmark. Rendulic affirme avoir expulsé avec succès tous les Norvégiens, excepté 200 personnes, qui selon lui, se réglera personnellement. En réalité, entre 20 000 et 25 000 civils évitèrent la déportation, dont 10 000 résidents de Kirkenes et de la péninsule de Varanger qui ne purent être déplacés en raison de contraintes logistiques ; 8 500 nomades samis furent également exemptés de la politique de renvoi.
Les Soviétiques attaquent le 7 octobre et capturent Petsamo le 15 octobre, mais en raison de problèmes d'approvisionnement, doivent stopper l'offensive pendant trois jours. Reprenant le 18, ils avancent sur la route Petsamo-Tarnet, atteignant la frontière norvégienne dans la soirée du 19 octobre. Depuis cette zone, les Soviétiques ont pour objectif la ville de Kirkenes.

## Libération

### Reprise de Kirkenes
Le combat pour Kirkenes débutent le 23 octobre 1944, alors que la 14e division de fusiliers soviétique (en) repousse une série de contre-attaques de Tarnet à Kirkenes lors de la poursuite des Allemands en retraite de Finlande.Cette nuit-là, la 45e division de fusiliers traversent le Jar Fjord, laissant ses chars et ses lance-roquettes à la 14e division. Plus au sud, la 10e division de la Garde (en) franchit un pont flottant à Holmfoss, accompagnée de chars KV et d'artillerie automotrice.

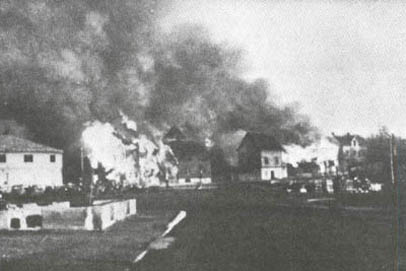
Kirkenes incendié par les Allemands.

Le 24 octobre, la 45e division de fusiliers rencontre peu de résistance lors de leur avance jusqu'au bord du Bøkfjord, juste en face de Kirkenes. La 14e division a plus de mal à Elvenes, où les Allemands détruisent le pont local pour les empêcher de traverser le fjord. Deux compagnies parviennent à traverser le fjord plus au sud, dans une brèche d'une largeur de 150 à 200 mètres. La 10e division de la Garde avait avancé à moins de 10 kilomètres au sud de Kirkenes, sécurisant les mines de minerai de fer où de nombreux civils s'abritaient. Le 28e régiment de fusiliers est détaché de la division de la Garde pour empêcher une éventuelle évasion allemande autour du Langfjord, car les forces initialement affectées à cette tâche manquaient de ravitaillement. La reconnaissance aérienne soviétique remarque un repli des colonnes allemandes de Kirkenes vers Neiden. Des incendies et des explosions sont observés dans la ville elle-même, lors de la retraite allemande pratiquant la politique de la terre brûlée. La 10e division de la Garde atteint la périphérie sud de la ville à 03 h 00 le 25 octobre en engageant les Allemands en retraite.
Les forces soviétiques à Elvenes tentent de nouveau de traverser le Bøkfjord vers 05 h 00. Les Allemands résistent à l'assaut pendant environ une heure avant d'être contraints de battre en retraite par une attaque directe et un bombardement d'artillerie lourde. À l'aide de véhicules amphibies issus du prêt-bail et de radeaux de fortune, la majorité des corps soviétiques peuvent traverser la rivière à 09 h 00. Depuis cette zone, ils se dirigent vers la périphérie sud-est de Kirkenes.
Soutenues par des chars et de l'artillerie, les 10e, 65e et 14e divisions de fusiliers éliminent les dernières arrière-gardes allemandes de Kirkenes à midi le 25 octobre.

### Opérations soviétiques finales
Le 26 octobre, la 10e division de fusiliers s'empare d'un aérodrome allemand à 15 kilomètres à l'ouest de Kirkenes. Le 28e régiment de fusiliers atteint l'autoroute 50 à Munkelv ce matin-là, découvrant que des unités allemandes se retirent toujours dans la région. Des combats s'ensuivent et les Soviétiques bloquent sommairement la route, obligeant les Allemands à évacuer vers le nord où ils sont extraits par voie maritime. Le soir, l'intégralité de la région de Munkelv est sécurisée et les Soviétiques remontent la rivière Neiden.
L'arrière-garde allemande avait préparé à la hâte une défense à Neiden sur une ligne de crête. Avec l'aide de pêcheurs locaux, les Soviétiques parviennent à traverser le cours d'eau le 27 octobre et à capturer la crête. De féroces combats ont lieu, les Allemands brûlent tous les bâtiments du village, à l'exception de l'église locale, avant de se replier.
Face à un terrain accidenté et à des températures de plus en plus froides, les forces de la 14e armée dans la région reçoivent l'ordre d'arrêter leur avance et d'adopter une posture défensive. Seule une force de reconnaissance de la 114e division de fusiliers (en) continuent vers l'ouest. L'unité parcourt 116 kilomètres au nord-ouest de Neiden avant de s'arrêter le 13 novembre à Tana.

### Déploiement des forces norvégiennes

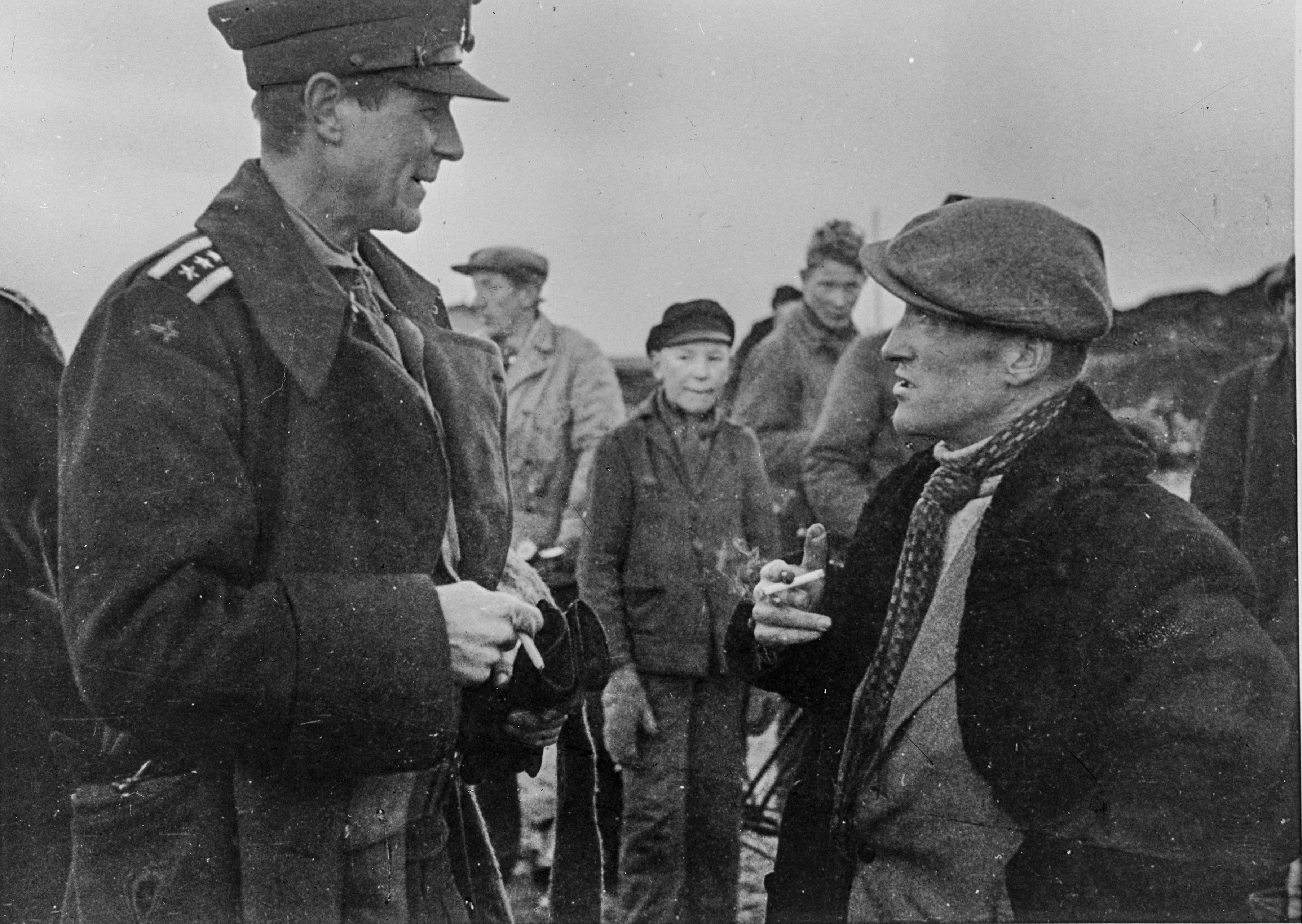
Le colonel Arne Dagfin Dahl (à gauche) échangeant avec Peder Holt (à droite), gouverneur par intérim du Finnmark, à Vadsø, à la fin de 1944.

Le 25 octobre 1944, en apprenant l'entrée imminente des Soviétiques dans le nord de la Norvège, les Britanniques ordonnent le déploiement immédiat des forces norvégiennes dans la région afin de les aider. Les Norvégiens se rassemblent sous le colonel Dahl, avec une mission militaire (objectif : liaison avec les Soviétiques et rétablissement de l'administration civile en Norvège), les 231 forts « Bergkompani 2 » (2e compagnie de Montagne) sous le commandement du major S. Rongstad, un commandement naval de zone avec 11 hommes, et un « Area Command Finnmark » avec 12 hommes. Nommé « Force 138 » par les Britanniques, les Norvégiens embarquent sur le HMS Berwick dans le cadre de l'opération Crofter, arrivant à Mourmansk le 6 novembre. De là, ils sont emmenés par un navire soviétique à Liinakhamari et embarquent dans des camions les conduisant jusqu'au Finnmark le 10 novembre. Le colonel Dahl avait son siège à Bjørnevatn (en).

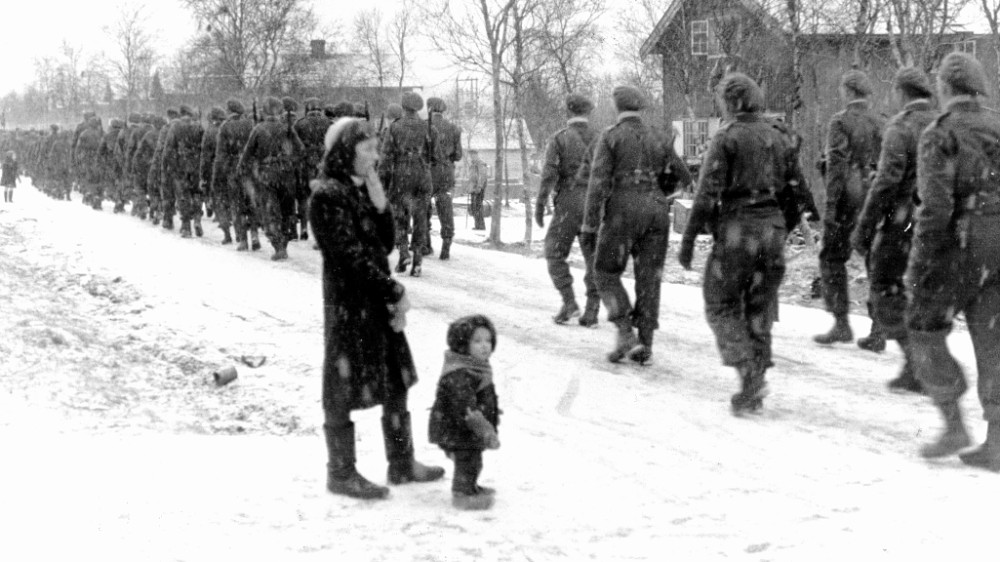
Les forces norvégiennes libres traversent Bjørnevatn en novembre 1944.

Le commandant soviétique au front, le lieutenant-général Shcherbakov, souhaite un déploiement des Norvégiens sur les lignes de front dès que possible. Trop petits pour couvrir eux-mêmes le front, les Norvégiens enrôlent des volontaires locaux, les mettant dans des « compagnies de garde » formées à la hâte et armées d'armes soviétiques, en attendant l'arrivée de renforts du Royaume-Uni. Environ 1 500 hommes de la région de Kirkenes sont recrutés. Le 29 novembre, les corvettes norvégiennes Eglantine et Tønsberg Castle et trois dragueurs de mines sont déployés du loch Ewe dans le cadre du convoi JW 62 avec 2 000 tonnes de ravitaillement pour aider les forces norvégiennes au Finnmark. Ils atteignent Kola Inlet sans incident le 7 décembre. Le 14 décembre, le Tønsberg Castle heurte une mine et coule avec de lourdes pertes en vies humaines.

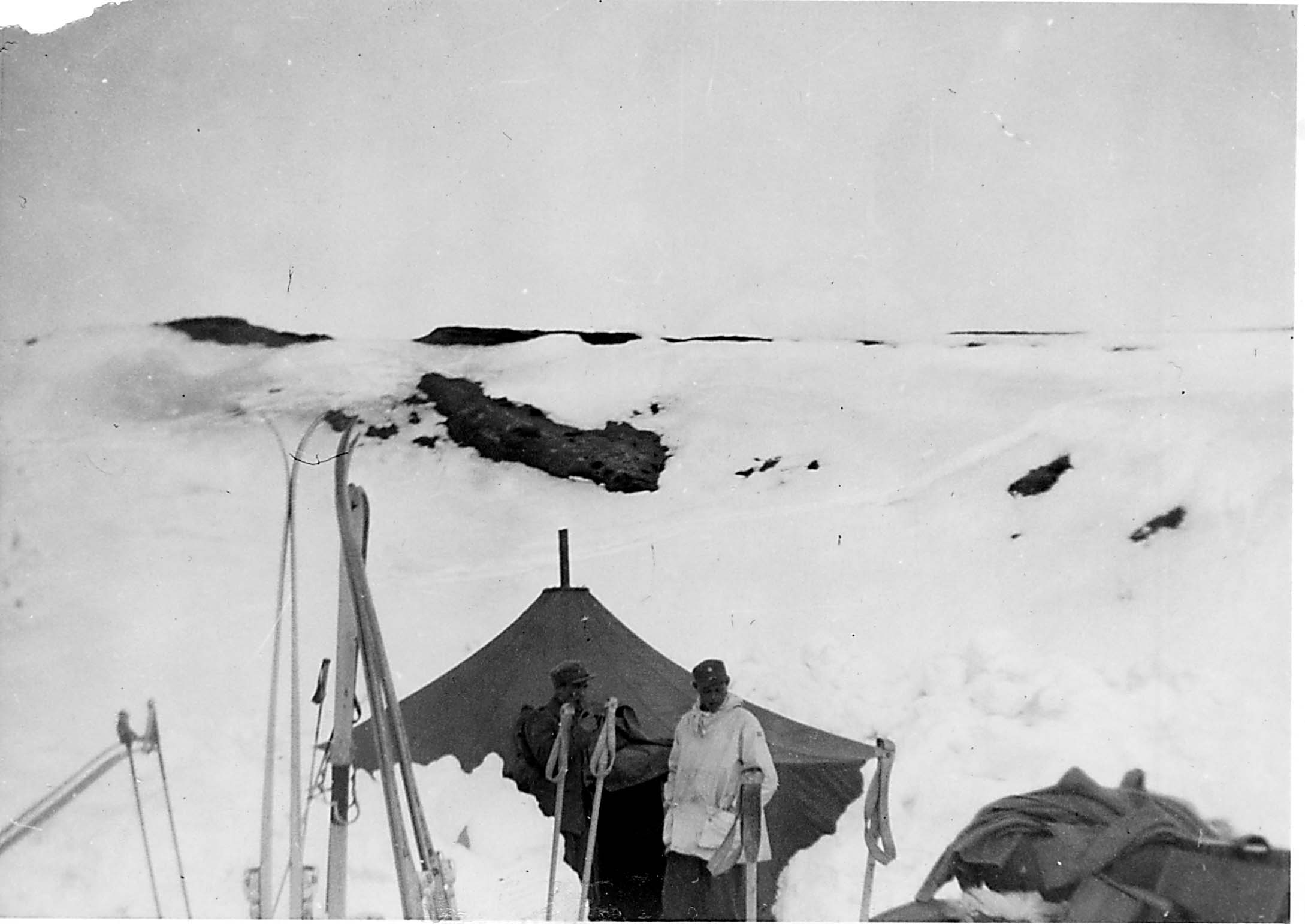
Troupes de la police norvégienne à Kautokeino.

Les troupes de police norvégiennes — qui s'entraînent secrètement depuis deux ans en Suède — commencent leur déploiement le 12 janvier 1945. Au total, 1 442 hommes et 1 225 tonnes de matériel seront acheminés par avion de Kallax, en Suède, au Finnmark. Les États-Unis acheminent neuf transports Dakota pour le déplacement les troupes. En avril 1945, il y aura plus de 3 000 soldats norvégiens dans le nord de la Norvège.
L'une des premières entreprises de la force norvégienne est la reconnaissance sur les lignes de front. Il s'agissait de surveiller les mouvements des troupes allemandes et d'enquêter sur les allées et venues de la population locale. Les rapports de Porsanger démontrèrent que de nombreux civils fuirent leurs maisons, car lors de leur retraite, les Allemands posèrent des mines et incendièrent des bâtiments.

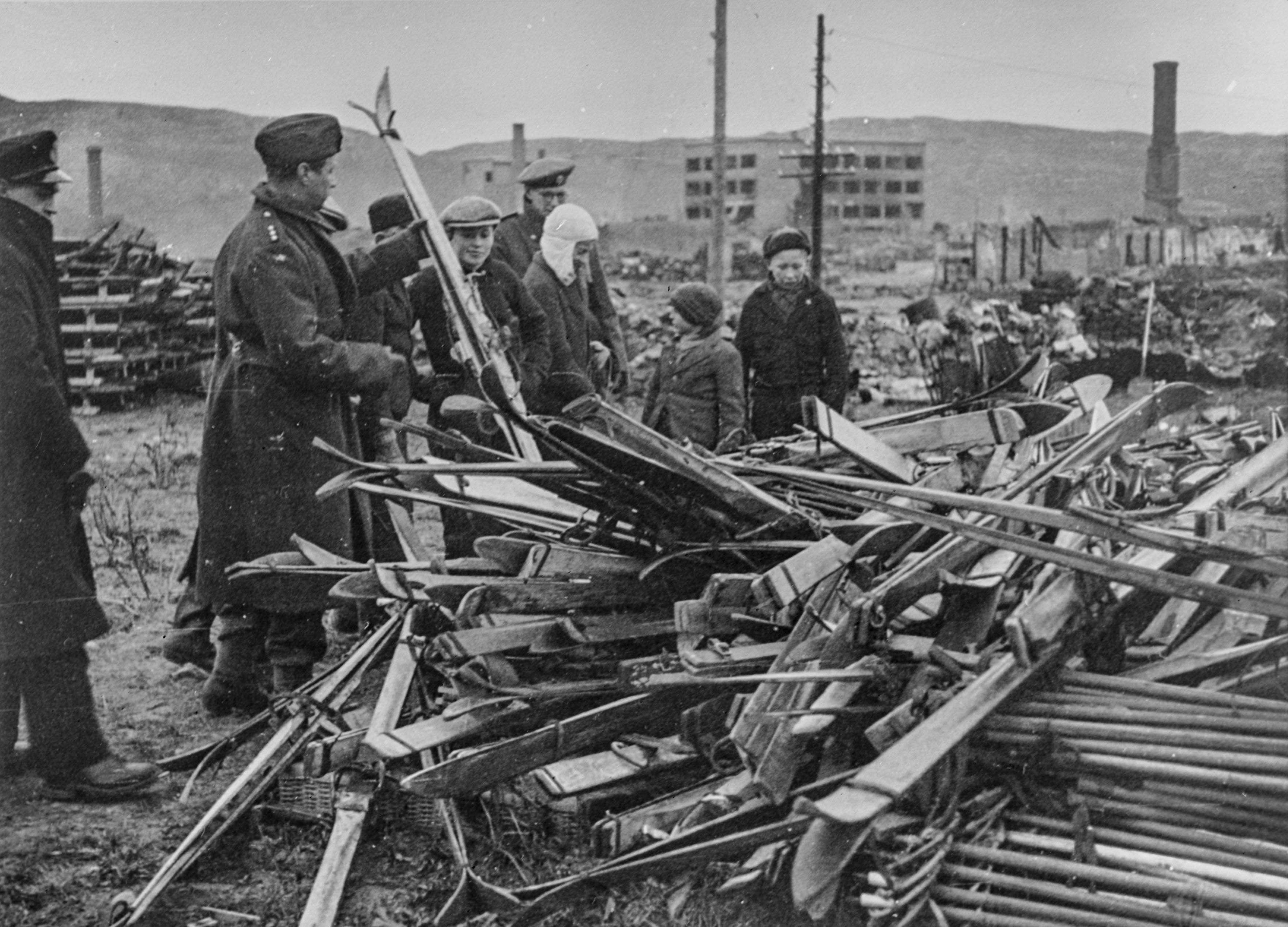
Des officiers norvégiens examinent les skis laissés par les troupes allemandes en retraite dans le Finnmark.

Pendant ce temps, certains habitants s'étant cachés dans la région commencent à retourner dans leurs colonies détruites. À Gamvik, environ 300 civils ayant évité l'évacuation ont construit des cabanes temporaires à partir d'épaves pour s'y abriter. Le 19 décembre 1944, des E-boots allemands déployèrent des équipes de débarquement pour détruire la ville une seconde fois. Certains citadins ont réussi à s'armer et les repousser assez longtemps pour que le gros de la population puisse prendre la fuite. 17 personnes ont été capturées et forcées d'évacuer.
Les troupes norvégiennes envoient des équipes de secours sous le commandement du colonel Gunnar Johnson pour aider les civils bloqués dans l'ouest du Finnmark alors sous les flammes. À Noël 1944, près de 900 personnes seront évacuées avec succès vers le territoire libéré. En janvier 1945, il planifie une opération de sauvetage sur l'île de Sørøya. Le 15 février, lors de la seule action militaire directe entreprise par les Alliés occidentaux (autres que la Norvège) pendant la campagne, un destroyer canadien et trois destroyers britanniques secourent 502 hommes, femmes et enfants de l'île . En 1945, un groupe de miliciens norvégiens opèrent sur l'île, tendant une embuscade aux patrouilles allemandes tout en essayant d'éviter la destruction. Diverses escarmouches et raids entre février et mars se soldent par la mort de six miliciens et la capture de 14 autres. Six bateaux de pêche employés par la milice sont détruits lors d'une attaque aérienne allemande. Plusieurs Allemands sont également tués sur l'île.
Ailleurs, les Norvégiens aident les habitants et font face aux raids allemands occasionnels. La compagnie Bergkompani 2 perd quatre hommes en reprenant Finnmark. Le 26 avril 1945, les Norvégiens proclament le comté de Finnmark comme étant libéré.

## Conséquences
Les Allemands du reste de la Norvège capitulent le 8 mai, mettant définitivement fin au conflit.
Près de 2 900 soldats soviétiques sont morts en Norvège pendant le conflit.
La population civile est la catégorie la plus touchée par la campagne. Les Allemands, conformément à leur stratégie de la terre brûlée, ont détruit des milliers de maisons, granges, hangars et commerces, ainsi qu'une grande partie de l'infrastructure du Finnmark. La quasi-totalité des villes de Kirkenes, Hammerfest, Hasvik, Vardø, Skarsvåg, Tufjord, Karmoyvaer, Gjesvær, Nordvågen, et Neiden ont été réduits en cendres. Environ 2/3 des maisons de Vadsø ont été détruites. Berlevåg, Mehamn et Gamvik ont été entièrement rasés,. Environ 50 000 personnes ont fui ou ont été contraintes d'évacuer vers le sud par les Allemands. On estime que plus de 300 civils sont morts en raison de l'exposition et d'autres causes au cours de cet exode. 25 000 autres ont choisi de rester à l'abri dans des huttes improvisées, des grottes et des mines. Un seul tunnel près de Bjørnevatn abritait 3 000 personnes. Des parties de Troms ont également été évacuées et incendiées, dans l'attente d'une poursuite de l'offensive alliée du nord. Même après la fin des hostilités, de nombreux civils ne purent retourner dans leurs villes tant que les Alliés ne déminèrent pas la zone des munitions allemandes.

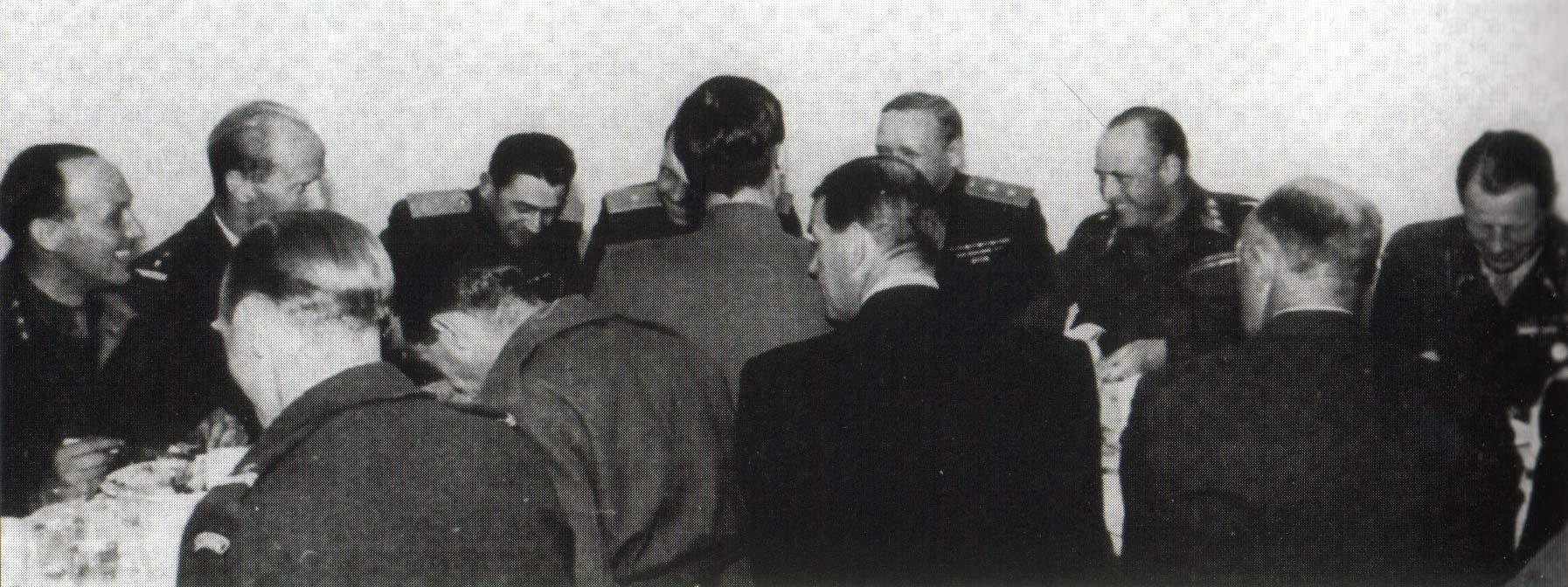
Dîner dans la ville norvégienne de Kirkenes en juillet 1945. À l'arrière, à partir de la droite : le colonel Dahl, le prince Olav et le commandant des forces soviétiques en Norvège, le lieutenant-général Shcherbakov.

En juillet, les Norvégiens organisent un dîner avec les Soviétiques à Kirkenes pour célébrer leur victoire. Parmi les personnes présentes se trouvent le prince héritier de Norvège Olav, Dahl et Shcherbakov.
Les dernières forces soviétiques se retirent de Norvège le 25 septembre 1945.

## Héritage
La destruction des communautés linguistiques au Finnmark a eu un effet profond dans la région après la guerre. Comme les efforts de reconstruction dans la région relevaient principalement de la responsabilité des responsables de langue norvégienne, la prévalence des langues sames dans les communautés côtières a considérablement diminué dans l'ère d'après-guerre.
Il y eut deux célébrations de la libération du Finnmark à Kirkenes. Le 25 octobre 2014, la Norvège célèbre le 70e anniversaire et le 25 octobre 2019, le 75e anniversaire. Parmi les personnes présentes aux deux cérémonies figuraient le roi Harald, le Premier ministre norvégien Erna Solberg et le ministre russe des Affaires étrangères Sergueï Lavrov,.